# Nikolai Petrov
Nikolai Valeriev Petrov (Bulgaars: Николай Валериев Петров) (Sofia, 30 september 1988) is een Bulgaars voetballer die bij voorkeur als middenvelder speelt. Hij verruilde in augustus 2014 Doenav Roese voor OFC Etar Veliko Tarnovo.